# Кучин (район Бардеёв)
Кучин (словац. Kučín) — село и одноимённая община в округе Бардеёв Прешовского края Словакии. В письменных источниках начинает упоминаться с 1315 года.

## История
Впервые упоминается в 1315 году.
В селе есть римо-католический костел, построенная в конце 14 века.

## Население
| Год:                | 1994 | 2004    | 2014    | 2024    |
| ------------------- | ---- | ------- | ------- | ------- |
| Количество человек: | 322  | 319     | 324     | 327     |
| Разница:            |      | −0,93 % | +1,56 % | +0,92 % |

В селе проживает 315 человек.
Национальный состав населения (по данным последней переписи населения 2001 года):
- словаки — 100,0%

Состав населения по принадлежности к религии состоянию на 2001 год:
- римо-католики — 96,51%
- протестанты — 2,22%
- греко-католики — 1,27%